# Genay (Métropole de Lyon)
Genay is een gemeente in de Franse Métropole de Lyon (regio Auvergne-Rhône-Alpes). De plaats maakt deel uit van het arrondissement Lyon. Genay telde op 1 januari 2022 5.632 inwoners.
Genay was tot het midden van de 17e eeuw de hoofdstad van de Franc-Lyonnais.

## Geografie
De oppervlakte van Genay bedroeg op 1 januari 2022 8,49 vierkante kilometer; de bevolkingsdichtheid was toen 663,4 inwoners per km². De westgrens van de gemeente wordt gevormd door de rivier de Saône.

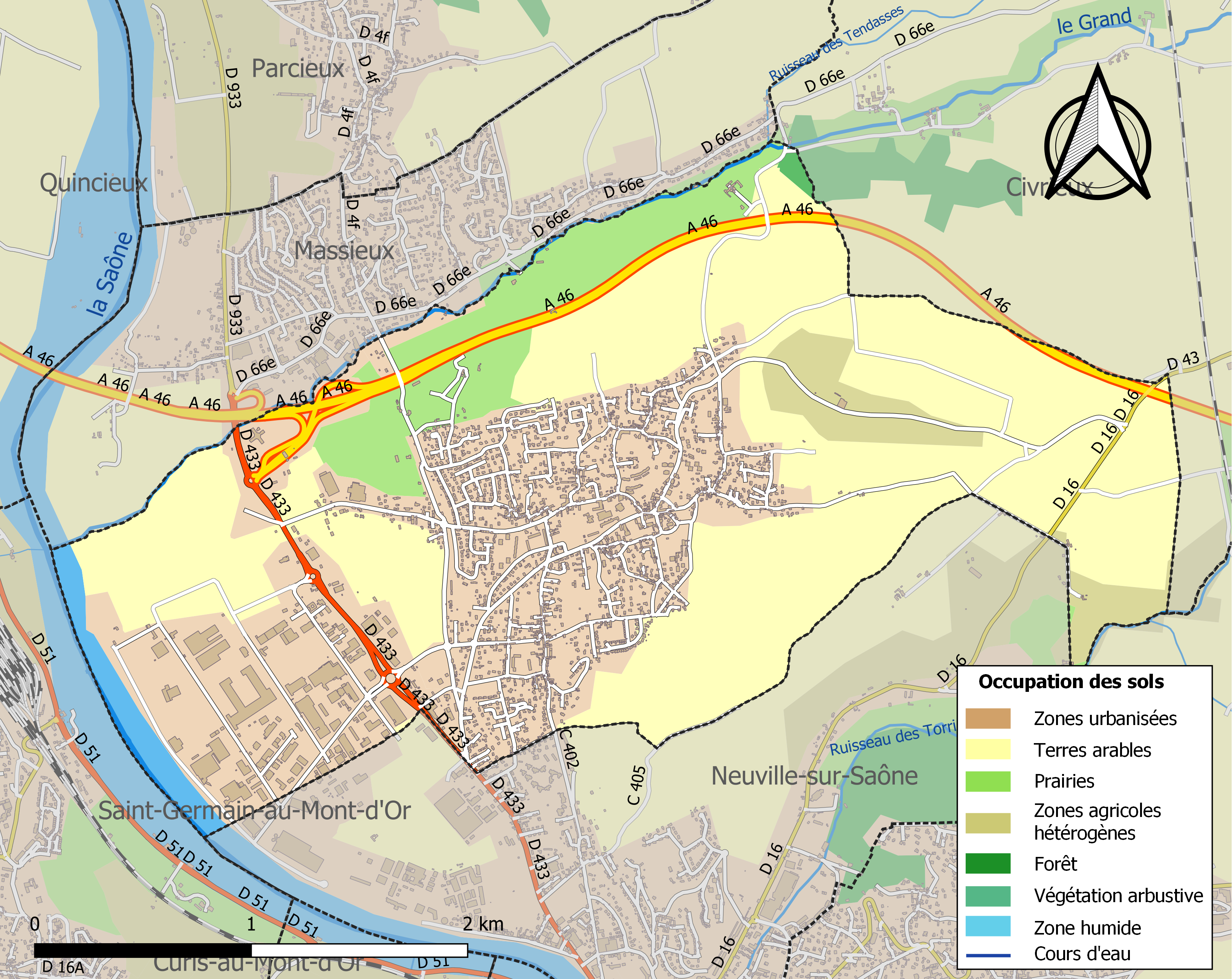
Kaart van de gemeente met de belangrijkste infrastructuur, bodemgebruik en omliggende gemeenten

## Demografie
Onderstaande figuur toont het verloop van het inwonertal (bron: INSEE-tellingen).